# حشره‌خوار تایوانی کوچک
 حشره‌خوار تایوانی کوچک (نام علمی: Chodsigoa sodalis) نام یک گونه از زیرخانواده حشره‌خوارهای دندان‌سرخ است.